# Бактак
Бактак — река в России, протекает по Абдулинскому району Оренбургской области. Длина реки составляет 11 км, площадь водосборного бассейна 50,1 км².
Начинается в небольшом лесном массиве, течёт в северном направлении по открытой местности. Устье реки находится в 12 км по правому берегу реки Тирис на юго-западной окраине города Абдулино. На реке имеется пруд.

## Данные водного реестра
По данным государственного водного реестра России относится к Камскому бассейновому округу, водохозяйственный участок реки — Ик от истока и до устья, речной подбассейн реки — бассейны притоков Камы до впадения Белой. Речной бассейн реки — Кама.
Код объекта в государственном водном реестре — 10010101312111100027773.